# Конфлікт між Киргизстаном та Таджикистаном (2021)
Конфлікт між Киргизстаном і Таджикистаном — військовий конфлікт між Киргизстаном і Таджикистаном, що тривав на кордоні між країнами, на спірній території в Баткенській області Киргизстану. Конфлікт почався через стару суперечку про воду, згідно з іншими даними, формальною причиною стало невдоволення місцевого населення встановленням камер відеоспостереження. Внаслідок подій загинуло щонайменше 55 осіб і понад 33 000 мирних жителів були змушені покинути свої будинки.

## Причини
Стрілянина відбулася на спірній ділянці кордону. Причиною зіткнень стало невдоволення місцевого населення установкою камер відеоспостереження. Після сварок з цього приводу почалася стрілянина за участі військовослужбовців обох країн.
Згідно з картами 1924—1927 років та карт 1989 року, водорозподільний пункт «Головний» належить Таджикистану. Він розташований у верхів'ях річки Ісфара, його використовують для зрошення і водопостачання прикордонних районів Таджикистану, Киргизстану та Узбекистану.
Конфлікт між Киргизстаном і Таджикистаном, які є членами Шанхайської організації співробітництва та Організації Договору про колективну безпеку, спалахнув після того, як міністр оборони Росії Сергій Шойгу прибув до Душанбе. Український військовий експерт Олександр Коваленко заявив, що суперечка відповідає «інтересам глобальних геополітичних амбіцій» РФ, а Таджикистан намагається «розширити свої воєнні сили і ресурси на кордоні».
Інші політичні експерти стверджують, що президент Киргизстану спровокував цей конфлікт, запропонувавши обміняти киргизькі землі уздовж таджицького кордону на ексклав. Ця офіційна заява була зроблена новообраним президентом Киргизстану без консультації з владою Таджикистану, що підштовхнуло їх підготуватися на випадок надзвичайної ситуації. Крім того, киргизькі військові почали офіційні навчання в Баткені недалеко від таджицько-киргизького кордону.

### Версія Киргизстану
Конфлікт виник після того, як на території ділянки «Головний водорозділ» таджицька сторона встановила відеоспостереження на стовпах ліній електропередач.

### Версія Таджикистану
До конфлікту підбурювали громадяни Киргизстану на чолі з головою району Баткен Акилбеком Оразовим.

## Хронологія

Баткенська область

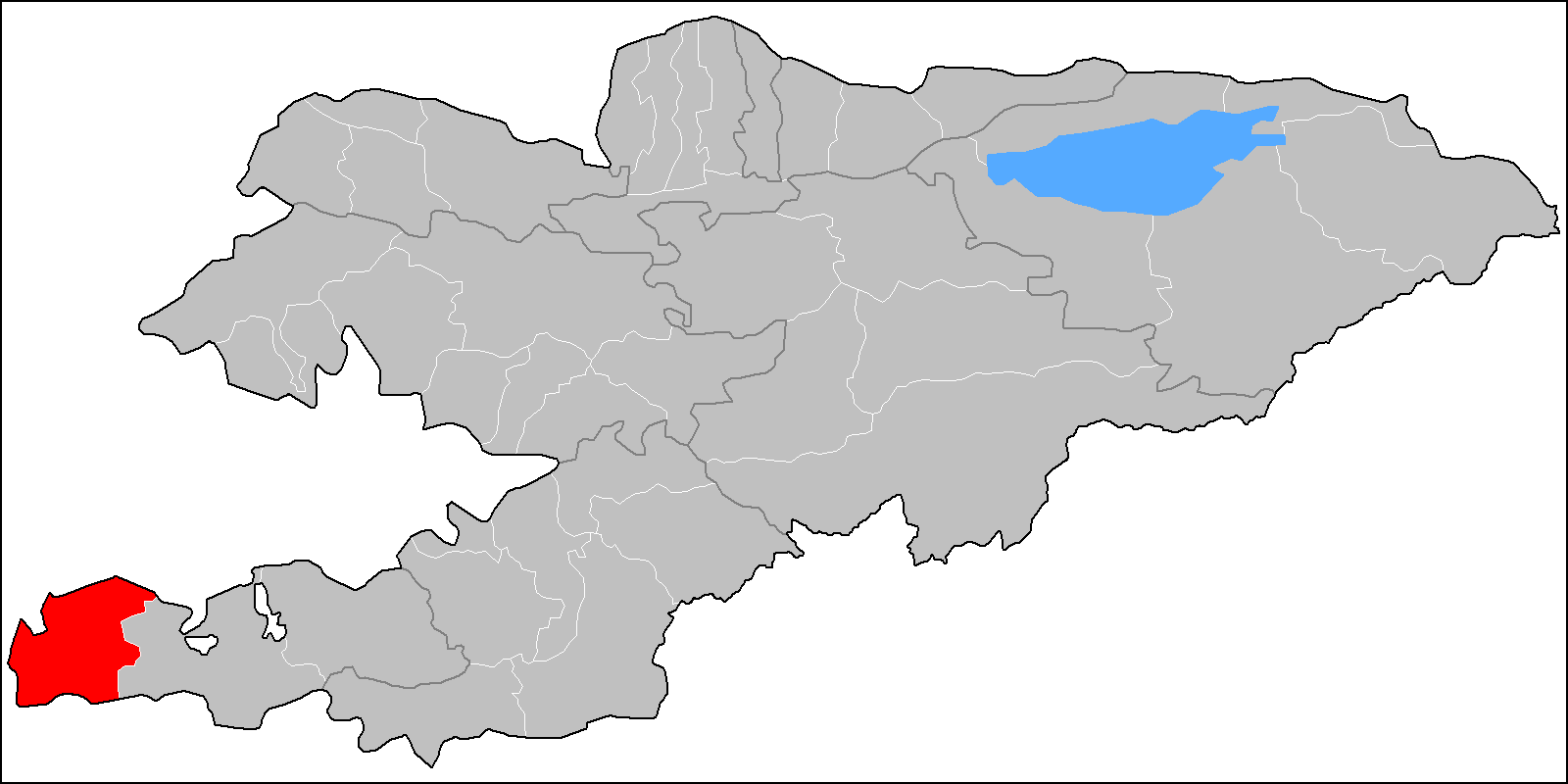
Лейлекський район

Протягом 21-28 квітня ситуація на кордоні була напруженою, але загострилася 28 квітня.
28 квітня 2021 року на киргизо-таджицькому кордоні поблизу Кьок-Таша Лейлекського району почалися зіткнення між силами Таджикистану і Киргизстану, у результаті яких четверо осіб загинули і десятки отримали поранення.
До 29 квітня з обох сторін щонайменше 41 особа була вбита і близько 10 тис. осіб були евакуйовані з району бойових дій. До вечора обидві країни почали стягувати війська до кордонів. Увечері стрілянину було припинено, а міністри закордонних справ обох країн погодилися на укладення перемир'я.
30 квітня Таджикистан визнав факт припинення вогню в заяві, опублікованій державною інформаційною службою. Станом на 30 квітня в конфлікті загинуло щонайменше 30 осіб. Зранку цього дня стрілянина на кордоні відновилася. МЗС Киргизстану звернулося до ООН за допомогою в ліквідації наслідків зіткнень.
1 травня президент Киргизстану Садир Жапаров підписав указ про оголошення дводенної загальнонаціональної жалоби, звинувативши Таджикистан в нарощуванні військ і військової техніки на кордоні. Киргизька сторона також звинуватила таджицькі війська в обстрілі киргизьких автомобілів в цьому районі, у той час, як таджицький представник, виступаючи з Душанбе, заявив, що країна дотримується угоди про режим припинення вогню і виведення військ. Мусурманбек Турсуматов, представник районної адміністрації Баткенської області, сказав, що таджицькі сили заблокували дорогу Ош-Баткен-Ісфана на Ворух, незважаючи на режим припинення вогню.
2 травня близько 33 388 мирних жителів Киргизстану були евакуйовані з Баткенської області неподалік від кордону. Міністерство внутрішніх справ Киргизстану і Таджикистану повідомляють, що ситуація на кордоні стабільна і спокійна. Однак пізніше в одному з будинків неподалік кордоні в Баткені була виявлена не розірвана ракета класу «повітря-земля». Таджикистан і Киргизстан підписали спільний протокол делімітації та демаркації киргизько-таджицького кордону, та почали відведення військ із зони конфлікту.
3 травня обидві сторони відведели війська від кордону. Президент Таджикистану Емомалі Рахмон також розпорядився відбудувати всі житлові будинки, зруйновані в Чорку.
6 травня Міністерство надзвичайних ситуацій повідомило, що в Баткенській області зруйновано 136 будинків і 84 об'єкти.

## Втрати
У ході чотириденного конфлікту, за підтвердженими даними, було вбито 55 осіб: 36 загинуло в Киргизстані і 19 — у Таджикистані. У Киргизстані було поранено 163 особи. Понад 33 000 осіб були евакуйовані з району бойових дій.
Міністерство охорони здоров'я і соціального розвитку Киргизстану заявило, що в ході зіткнень були вбиті як військові, так і цивільні. Міністерство також додало, що більшість убитих і поранених були цивільними особами. Деякі особи з мирного населення загинули, коли жителі киргизьких сіл в паніці тікали зі своїх будинків під таджицьким мінометним вогнем. Серед убитих були шестикласниця та її мати, які, за повідомленнями киргизької сторони, були застрелені. 3 травня кількість загиблих в Киргизстані досягло 36 після того, як був убитий 4-річний хлопчик. Таджикистан також визнав, що в ході зіткнень на їхньому боці є загиблі. 4 травня кількість таджиків, убитих на кордоні, зросла до 19, в тому числі вісім прикордонників і один співробітник ЗМОПу. 5 травня кількість загиблих в ході зіткнень досягла 55.

## Злочини
30 квітня Human Rights Watch повідомили, що озброєні таджики в цивільному спалили всі 17 будинків в киргизстанському селі Кок-Терек та зруйнували чи підпалили будинки в кількох селах Лейлекського району. Влада Киргизстану заявила про підпал школи. 2 травня МВС Киргизстану порушило 11 кримінальних справ по факту подій на кордоні. 3 травня Генеральна прокуратура Таджикистану порушила кримінальну справу стосовно військовослужбовців і громадян Киргизстану за «розв'язання агресивної війни». 30 квітня Генеральна прокуратура Киргизстану порушила справу про вчинення злочину проти миру і звинуватила Збройні сили Таджикистану у вторгненні в країну і захопленні їхньої суверенної території.

## Міжнародна реакція
Міністерство закордонних справ Росії заявило про необхідність досягнення урядами Киргизстану і Таджикистану міцної довгострокової угоди для запобігання нових прикордонних зіткнень. Воно закликало сторони «шляхом переговорів в дусі партнерства і політики добросусідства дійти до стійкої і міцної угоди, яке дозволить нормалізувати ситуацію і вжити заходів для запобігання подібних інцидентів». Сусідній Узбекистан запропонував свою допомогу у врегулюванні конфлікту. Туреччина також заявила, що надасть допомогу обом країнам.
Президент Казахстану Касим-Жомарт Токаєв в телефонній розмові з президентом Киргизстану Садиром Жапаровим висловив співчуття у зв'язку з людськими жертвами в результаті конфлікту.
Офіційний представник міністерства закордонних справ Ірану Саїд Хатібзаде заявив, що Іран стурбований бойовими діями між двома дружніми і братніми країнами Таджикистаном і Киргизстаном і пропонує допомогу в проведенні переговорів.
Афганський телеканал 1TV опублікував у своєму Твіттері заяву МЗС Афганістану, в якій висловлюється стурбованість з приводу прикордонних зіткнень і міститься заклик до діалогу.
Пакистан також високо оцінив режим припинення вогню.
Мешканці Киргизстану в Німеччині і Великій Британії організували мітинги та акції протесту біля посольств Таджикистану. Крім того, громадяни, які проживають в Сан-Франциско, протестували на підтримку Баткена і закликали міжнародні організації притягнути президента Рахмона до відповідальності.
Європейський союз привітав угоду про припинення вогню, досягнуту 30 квітня, і висловив жаль з приводу насильства, а також співчуття тим, хто втратив родичів або близьких.
Генеральний секретар Тюркської ради Багдад Амреєв заявив, що «… Тюркська рада закликає сторони продовжувати проявляти обережність і вживати спільних заходів для стабілізації ситуації, утримуючись від будь-яких дій, які можуть привести до подальшої ескалації напруженості», і додав, що буде продовжувати підтримувати тісні контакти з «урядом братнього Киргизстану», членом-засновником Тюркської ради.